# The Shrink Next Door
The Shrink Next Door é uma minissérie de drama psicológico estadunidense dirigido por Michael Showalter. O programa é baseado no podcast de mesmo nome de Joe Nocera. Estreou na Apple TV+ em 12 de novembro de 2021.

## Elenco

### Principal
| Intérprete     | Personagem                 |
| -------------- | -------------------------- |
| Will Ferrell   | Martin "Marty" Markowitz   |
| Paul Rudd      | Dr. Isaac "Ike" Herschkopf |
| Kathryn Hahn   | Phyllis Markowitz          |
| Casey Wilson   | Bonnie Herschkopf          |
| Cornell Womack | Bruce                      |

### Recorrente
| Intérprete  | Personagem |
| ----------- | ---------- |
| Sarayu Blue | Miriam     |

## Produção
Foi anunciado em fevereiro de 2020 que uma adaptação para a televisão do podcast The Shrink Next Door estava em desenvolvimento, e que Will Ferrell e Paul Rudd iriam protagoniza-la. A série recebeu sinal verde e foi encomendada pela Apple TV+ em abril. Kathryn Hahn e Casey Wilson se juntaram ao elenco em novembro, com Sarayu Blue escalada em um papel recorrente em fevereiro de 2021
As filmagens começaram em novembro de 2020 em Los Angeles e terminaram em março de 2021.

## Recepção
No Rotten Tomatoes, a série detém um índice de 63% de aprovação, com uma nota média de 6,6/10, baseado em 32 críticas. O consenso dos críticos do site diz: "The Shrink Next Door é um biscoito talvez cheio de arsênico demais, mas Will Ferrell e Paul Rudd provam que são tão capazes de provocar inquietação quanto risos". O Metacritic, que usa uma média ponderada, atribuiu uma pontuação de 59 de 100 com base em 22 avaliações, indicando "críticas mistas ou médias".